# Catapulta de aviones

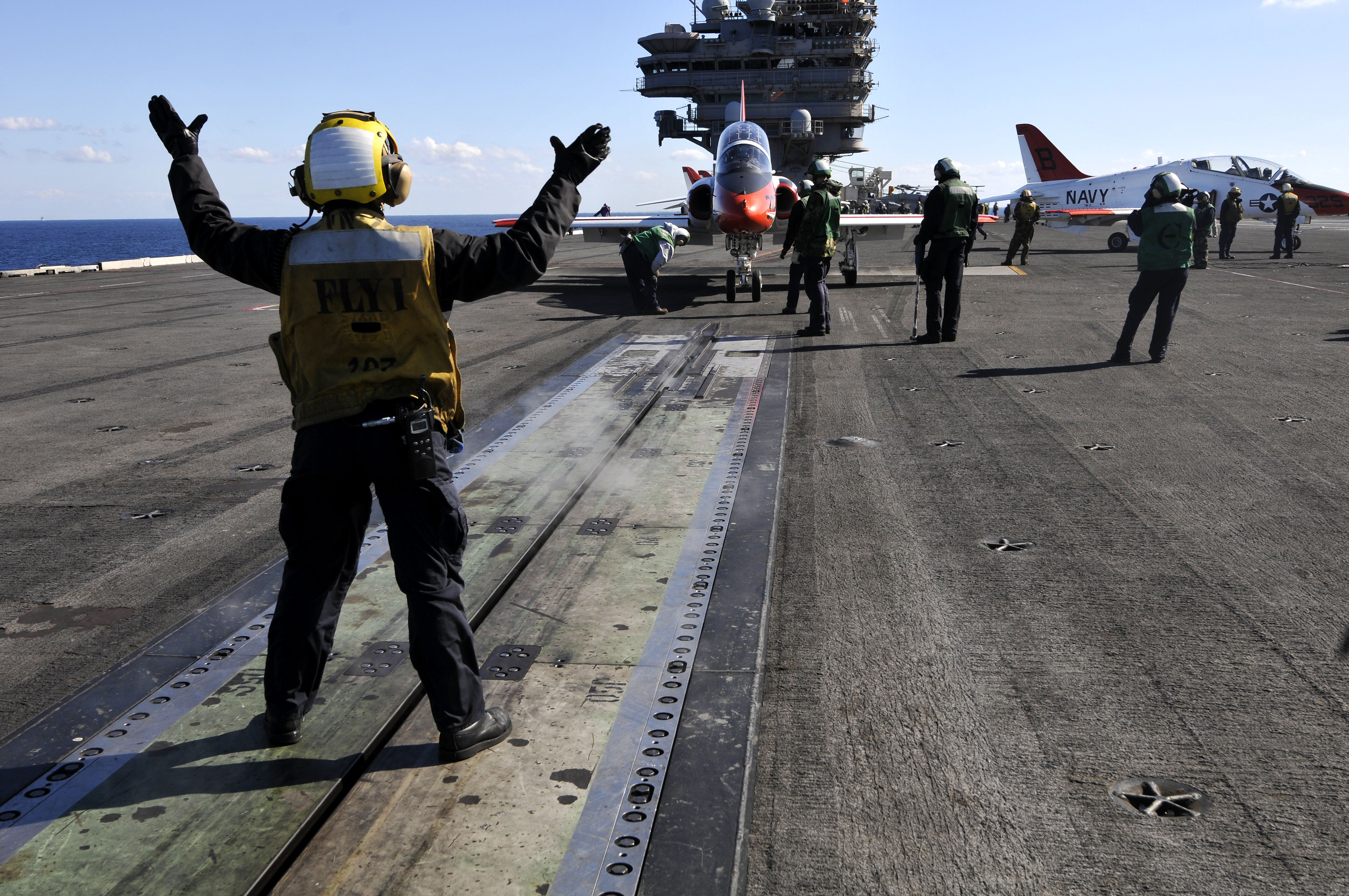
Vista a nivel de cubierta de una catapulta a bordo del barco museo USS "Ronald Reagan" con un T-45C en posición de lanzamiento.

En náutica, la catapulta de aviones es un dispositivo usado para hacer despegar aeronaves desde un barco, generalmente aviones embarcados, en lo que sería una forma de despegue asistido.

## Descripción
El dispositivo consiste en un raíl en la cubierta de vuelo, debajo del cual hay un gran pistón o lanzadera que está unido a lo largo del raíl al tren de aterrizaje del avión, o en algunos casos a un cable llamado brida de la catapulta y que está unido al avión y a la lanzadera de la catapulta.
Las bridas han dejado de usarse en los portaaviones estadounidenses desde el final de la Guerra Fría, y todos los portaaviones desmantelados desde entonces no llevaban este sistema. Las nuevas tecnologías han permitido crear lanzaderas con pistón de vapor, más rápidas y seguras. A principios de los años 2010 la Armada estadounidense empezó a desarrollar las catapultas electromagnéticas, más rápidas y con menor consumo de energía.
En el momento del lanzamiento, una barra sostiene al avión en la misma posición mientras el sistema carga la presión de vapor, entonces rompe (o libera en antiguos modelos que usaban un broche que se abría), liberando al pistón que empuja al avión a lo largo de la cubierta a gran velocidad. En unos dos a cuatro segundos la velocidad del avión dada por la catapulta es superior al viento aparente (la velocidad del barco más o menos el viento "natural") y es suficiente para permitir al avión volar, incluso si pierde el empuje de un motor.